# Luwuk (ort i Indonesien)
Luwuk är en ort i Indonesien.   Den ligger i provinsen Sulawesi Tengah, i den nordöstra delen av landet, 1 900 km öster om huvudstaden Jakarta. Luwuk ligger 17 meter över havet och antalet invånare är 47 778.
Terrängen runt Luwuk är varierad. Havet är nära Luwuk åt sydost.  Det finns inga andra samhällen i närheten. 